# Liste von Dateinamenserweiterungen/P
In dieser Liste sind übliche Dateinamenserweiterungen aufgelistet, die in einigen Betriebssystemen zur Unterscheidung von Dateiformaten verwendet werden. In anderen Betriebssystemen erfolgt die Dateitypenidentifikation hauptsächlich über den Dateivorspann und bei E-Mail-Anhängen hat der MIME-Type eine größere Bedeutung als die Dateinamenserweiterung. Systeme, die nach den beiden letztgenannten Vorgehensweisen verfahren, ignorieren die Erweiterung meist vollständig. 
| Dateinamenserweiterung | MIME-Typ                                                                  | Vollständiger Name                                                             | Bemerkungen, Verwendung |
| ---------------------- | ------------------------------------------------------------------------- | ------------------------------------------------------------------------------ | --- |
| .p12                   | application/pkcs-12, application/x-pkcs12                                 | PKI-PKCS#12-Format                                                             | Containerdatei für privaten und öffentlichen Schlüssel (PKI) im PKCS#12-Format (Alternativ: .pfx) |
| .p2v                   |                                                                           | Planungsdatei                                                                  | Sicherungsdatei eines Projektes im Eventplaner plan2viz (windowsbasierend); von 3d-in-berlin, inzwischen umfirmiert zu www.3dib.de |
| .p65                   |                                                                           | Satzdatei                                                                      | Adobe Pagemaker 6.5 |
| .p7b und .p7c          | application/x-pkcs7-certificates                                          | PKI-PKCS#7-Format                                                              | Containerdatei für öffentlichen Schlüssel (PKI) im PKCS#7-Format |
| .p7m                   |                                                                           | PKI-PKCS#7-Format                                                              | MIME-Nachricht (oft mit eingebettetem Originaldokument) |
| .p7s                   |                                                                           | PKI-PKCS#7-Format                                                              | Signatur im PKCS#7-Format |
| .p81                   |                                                                           | Leistungsverzeichnis                                                           | GAEB-2000-Datei - Austausch-LV zwischen zum Beispiel Architekt und Ingenieur |
| .p83                   |                                                                           | Angebotsaufforderung                                                           | GAEB-2000-Datei mit Angebotsaufforderung |
| .p84                   |                                                                           | Angebotsabgabe                                                                 | GAEB-2000-Datei mit Angebotsabgabe |
| .p85                   |                                                                           | Nebenangebot                                                                   | GAEB-2000-Datei mit Nebenangebot |
| .p86                   |                                                                           | Auftragserteilung                                                              | GAEB-2000-Datei mit Auftragserteilung |
| .p88                   |                                                                           | Nachtrag                                                                       | GAEB-2000-Datei mit Angebotsnachtrag |
| .p89                   |                                                                           | Rechnung                                                                       | GAEB-2000-Datei mit Rechnungsdaten |
| .p99                   |                                                                           | TI99 Program file                                                              | Programmdatei der TI99/4a-Emulationen |
| .pab                   |                                                                           | Papyrus                                                                        | Papyrus Textverarbeitung Backup-Files |
| .pac                   |                                                                           | Bildformat der auf dem Atari-ST-System weit verbreiteten Bildverarbeitung STAD | |
| .pac                   |                                                                           | Lossless Predictive Audio Compression                                          | verlustfreies Audioformat |
| .pac                   |                                                                           | Proxy Auto-Config                                                              | Anhand einer Proxy Auto-Config (PAC)-Datei kann ein Webbrowser automatisch den passenden Proxyserver für eine gewünschte URL finden |
| .package               |                                                                           | -                                                                              | Autopackage-Programmpaket |
| .pages                 |                                                                           | Pages                                                                          | Apple Pages (Bestandteil des Büropaketes IWork) |
| .pak                   |                                                                           | –                                                                              | Medienbibliothek (Quake II Engine) |
| .pal                   |                                                                           | Palette                                                                        | Farbpaletten älterer Grafikprogramme (meist für 8 bit) |
| .pap                   |                                                                           | Papyrus                                                                        | Textverarbeitung Papyrus |
| .pap                   |                                                                           | PapDesigner                                                                    | Software für Programmablaufplan |
| .par                   |                                                                           | u. a. PAR-Wiederherstellungsdatei                                              | PAR1 oder SpringSource Virgo oder Solid Edge |
| .par2                  |                                                                           | PAR2-Wiederherstellungsdatei                                                   | PAR2 |
| .parmlib               |                                                                           | z/OS-Parameterbibliothek                                                       | PDS-Datei mit Membern, die Systemparameter und Systemdatasets spezifizieren |
| .part                  | application/pro_eng                                                       | Partizierte Datei                                                              | Unvollständige Download-Datei, die ständig erweitert, bis der Download vollendet ist und dann in die jeweilige Datei umbenannt wird. (zum Beispiel xy.mp3.part → xy.mp3) |
| .pas                   | text/pascal                                                               | Pascal Source Code File                                                        | Quelltextdatei für diverse Pascal- und Object-Pascal-Dialekte (z. B. Turbo Pascal, Borland Pascal, QuickPascal, Microsoft Pascal, Free Pascal oder Delphi) |
| .pat                   |                                                                           | Hatch Pattern                                                                  | AutoCAD-Schraffur-Datei |
| .pax                   |                                                                           | kurz für Packs                                                                 | Dateiformat für mit PackChaos verlustfrei komprimierte Daten |
| .pb                    |                                                                           | PureBasic                                                                      | PureBasic-Quelltextdatei |
| .pb                    |                                                                           | Papyrus Base                                                                   | Papyrus-Datenbank |
| .pb                    |                                                                           | scmxx                                                                          | Siemens-Handy-Telefonbuch |
| .pbf                   |                                                                           | Papyrus-Base-Formatvorlage                                                     | Papyrus-Datenbank, Formatvorlage für die Eingabemaske |
| .pbf                   |                                                                           | Paragon Drive Backup                                                           | Image-Datei des Programmes Paragon Drive Backup |
| .pbf                   |                                                                           | Protocol Buf Binary                                                            | Kompaktes Datenformat der Rohdaten von OpenStreetMap |
| .pbi                   |                                                                           | PureBasic-Include                                                              | Include-Datei der Programmiersprache PureBasic |
| .pbm                   | image/x-portable-bitmap                                                   | Portable Bitmap                                                                | Bilddatei |
| .pbn                   | application/octet-stream                                                  | Portable Bridge Notation                                                       | Format für die Speicherung von Bridgepartien |
| .pbp                   |                                                                           | Sony-PSP-Anwendung ("EBOOT.PBP")                                               | |
| .pc1                   |                                                                           | Degas (Elite)                                                                  | Atari-ST-Bildformat, komprimiert 4 bpp (320×200) + Farbtabelle 16 aus 512 Farben |
| .pc2                   |                                                                           | Degas (Elite)                                                                  | Atari-ST-Bildformat. komprimiert 2 bpp (320×400) + Farbtabelle 4 aus 512 Farben |
| .pc3                   |                                                                           | Degas (Elite)                                                                  | Atari-ST-Bildformat, komprimiert 1 bpp (640×400) mono |
| .pcd                   |                                                                           | Photo-CD                                                                       | Kodak Foto-CD |
| .pcp                   |                                                                           | Windows Installer Patch-Erstellungsdatei                                       | – |
| .pct                   | image/x-pict                                                              | Mac Pict                                                                       | Bilddatei |
| .pcx                   | image/x-pcx                                                               | Picture exchange                                                               | Grafikformat der Firma Zsoft |
| .pbp                   |                                                                           | Sony PlayStation Portable ausführbares Archiv                                  | Entpackbar mit dem PBP-Unpacker von pdc |
| .pd                    |                                                                           | Pure Data Patch-Datei                                                          | |
| .pd                    |                                                                           | PipeDream-Dokument                                                             | |
| .pdb                   |                                                                           | AportisDoc                                                                     | Palm-Textdokument |
| .pdb                   |                                                                           | Program Database                                                               | Enthält Debugsymbole für kompilierte Dateien |
| .pdb                   | chemical/x-pdb                                                            | Protein Data Bank                                                              | Dateiformat für Molekularstrukturen |
| .pdd                   |                                                                           | PhotoDeluxe-Document                                                           | Dateiformat von Adobe PhotoDeluxe |
| .pdf                   | application/pdf                                                           | Portable Document Format                                                       | Formattreues Dokumentenformat von Adobe |
| .pdf                   |                                                                           | Novell System PrintDef Device Definition File                                  | |
| .pdf                   |                                                                           | WordStar Printer Definition File                                               | |
| .pdi                   |                                                                           | Pinnacle Disc Image                                                            | CD-Image, erstellt mit Pinnacle Instant CD/DVD |
| .pdi                   |                                                                           | Preserved Disk Image                                                           | Disk-Image-Format des PC Preservation Project |
| .pdn                   |                                                                           | Paint Dot Net                                                                  | Grafikformat von Paint.NET |
| .pdp                   |                                                                           | Photoshop PDF                                                                  | Alternative Dateiendung für PDFs aus Photoshop, beim Speichern in Windows verfügbar |
| .pdsf                  |                                                                           | Process Data Standard Format                                                   | Prozessdaten von Anlagen in der Halbleiterindustrie |
| .pdt                   |                                                                           | IBM iSeries Access-Druckerbeschreibung                                         | Der verwendete Drucker wird nicht über den Druckertreiber, sondern direkt über die PDT gesteuert. |
| .pdy                   |                                                                           |                                                                                | StarMoney-Dokumente/Anhänge (Windows) |
| .pea                   |                                                                           | Archivdatei                                                                    | Eigenes Archivformat des Packprogrammes PeaZip |
| .peak                  |                                                                           | Wellenform einer Audiodatei                                                    | Diese Datei beschleunigt im Zusammenhang mit einer Audiodatei den Öffnungsvorgang in einem Audioeditor. In der Datei ist die grafische Wellenform der Audiodatei gespeichert, die zum Bearbeiten notwendig ist. Ein Löschen dieser Datei bewirkt lediglich einen einmalig längeren Ladevorgang der dazugehörigen Audiodatei. |
| .pef                   |                                                                           | Rohdatenformat von Pentax-DSLRs                                                | Enthält die unbearbeiteten Rohdaten aus dem Sensor einer Pentax-Digitalkamera. |
| .pem                   |                                                                           | Privacy Enhanced Mail                                                          | Base64-kodiertes DER-Zertifikat, umschlossen mit -----BEGIN CERTIFICATE----- und -----END CERTIFICATE----- |
| .pen                   |                                                                           | io Pen Document                                                                | Logitech-Handschrift-Dateiformat mit Metadaten, teilweise unverschlüsselt in XML |
| .pes                   |                                                                           | Packetized Elementary Stream                                                   | mit zum Beispiel Project X erstellte Videodatei, abspielbar mit zum Beispiel Media Player Classic |
| .pes                   |                                                                           | Stickdatei                                                                     | Eine Stickdatei ist eine Datei, die für die Verwendung in einer Stickmaschine erstellt wurde. Sie enthält alle Informationen, die die Stickmaschine benötigt, um ein bestimmtes Design auf ein Textil zu sticken, wie z. B. die Anordnung der Stiche, Farben, Dichtepunkte und die Anzahl der Nadelstiche. |
| .pes                   |                                                                           | WordPerfect Program Editor Work Space File                                     | |
| .pf2                   |                                                                           | Font für GRUB-Bootloader                                                       | |
| .pf                    |                                                                           | Prefetch file                                                                  | Windows (XP) wertet jeden Bootvorgang aus und speichert das Ergebnis im %windir%\prefetch-Ordner ab. Die dort angelegten pf-Dateien enthalten die Speicherseiten, auf die während des Bootvorgangs zugegriffen wird. Das dient zum vorausschauenden Laden der Speicherseiten beim nächsten Bootvorgang. Ähnlich organisiert Windows auch das Starten von Anwendungsprogrammen. Für jedes Programm existiert im Prefetch-Ordner eine eigene Startdatei. |
| .pfb                   |                                                                           | PostScript Font Binary                                                         | PostScript-Type-1-Schriftart, bildet „Gespann“ mit .pfm |
| .pfm                   |                                                                           | PostScript Font Metric                                                         | PostScript-Type-1-Schriftart (Windows) |
| .pfr                   |                                                                           | Portable Font Resource                                                         | Herunterladbare Schrift(art)en, die in Webseiten eingebunden sind. Sie müssen nicht auf dem Zielsystem installiert sein. |
| .pfx                   | application/x-pkcs12                                                      | PKI PKCS#12-Format                                                             | Containerdatei für privaten und öffentlichen Schlüssel (PKI) im PKCS#12-Format (Alternativ: .p12) |
| .pgd                   |                                                                           | Pretty Good Privacy Disk                                                       | PGP-verschlüsselte Containerdatei, die sich unter Windows als virtuelle Festplatte einbinden lässt |
| .pgm                   |                                                                           | Portable Graymap                                                               | Proprietäres Format zur Speicherung von Bilddaten |
| .pgn                   |                                                                           | Portable Game Notation                                                         | Textdatei zur Speicherung von Schachpartien |
| .pgp                   |                                                                           | Program Parameter                                                              | AutoCAD |
| .pgs                   |                                                                           | Pagestream                                                                     | DTP-Programm für Windows, Linux, MacOS, AmigaOS |
| .php                   | text/php                                                                  | PHP Hypertext Preprocessor                                                     | PHP-Skript (empfohlene Dateinamenserweiterung) |
| .php3                  | text/php                                                                  | PHP Hypertext Preprocessor Version 3                                           | PHP-Skript (nicht empfohlene alternative Dateinamenserweiterung der Version 3) |
| .php4                  | text/php                                                                  | PHP Hypertext Preprocessor Version 4                                           | PHP-Skript (nicht empfohlene alternative Dateinamenserweiterung der Version 4) |
| .php5                  | text/php                                                                  | PHP Hypertext Preprocessor Version 5                                           | PHP-Skript (nicht empfohlene alternative Dateinamenserweiterung der Version 5) |
| .phps                  |                                                                           | PHP Hypertext Preprocessor Source                                              | PHP-Source (wird verwendet, um den Quellcode lediglich hervorzuheben und nicht auszuführen) |
| .phtml                 |                                                                           | PHP Hypertext Markup Language                                                  | PHP-Skript (nicht empfohlene alternative Dateinamenserweiterung) |
| .pi1                   |                                                                           | Degas (Elite)                                                                  | Atari-ST-Bildformat, unkomprimiert 4 bpp (320x200) + Farbtabelle 16 aus 512 Farben ~ 32 kB |
| .pi2                   |                                                                           | Degas (Elite)                                                                  | Atari-ST-Bildformat, unkomprimiert 2 bpp (320x400) + Farbtabelle 4 aus 512 Farben ~ 32 kB |
| .pi3                   |                                                                           | Degas (Elite)                                                                  | Atari-ST-Bildformat, unkomprimiert 1 bpp (640x400) mono ~ 32 kB |
| .pif                   |                                                                           | Program Information File                                                       | Zusatzinformationen zum Ausführen von Nicht-Windows-Programmen unter Microsoft Windows. Häufiges Ziel von Virusinfektionen (Beispiel: Wurm Sober.I). |
| .pik                   |                                                                           |                                                                                | Experimentelles Grafikformat von Google, das z. T. in die Entwicklung von JPEG XL einbezogen wurde |
| .pisa                  |                                                                           | MWM-Pisa-Projekt                                                               | MWM-Pisa (Schnelle Angebots- und Rechnungserstellung) |
| .pix                   |                                                                           | Alias Wavefront Picture                                                        | Verwandt mit .mtl |
| .piz                   |                                                                           |                                                                                | Viele Firmennetzwerke filtern die Dateinamenserweiterung *.zip aus Sicherheitsgründen heraus. PIZ ist ZIP rückwärts, durch Umbenennen der Datei kann diese meist normal entpackt werden. |
| .pjg                   |                                                                           |                                                                                | Verschlüsselte Bilddatei, die von Fotografen genutzt wird, um das Urheberrecht zu behalten. Diese Dateien können nur mit einem Passwort geöffnet werden |
| .pjx                   |                                                                           |                                                                                | Microsoft Visual FoxPro Projektdatei |
| .pk3                   |                                                                           | –                                                                              | Medienbibliothek (Quake III Engine). Es handelt sich um ein ZIP-Archiv mit anderer Dateinamenserweiterung. |
| .pk4                   |                                                                           | –                                                                              | Medienbibliothek (Doom 3 Engine). Es handelt sich um ein ZIP-Archiv mit anderer Dateinamenserweiterung. |
| .pkb                   | application/octet-stream                                                  | Oracle Package Body Datei                                                      | Package-Definition oder Skript aus dem PL/SQL-Datenbankmanagementsystem der Firma Oracle. Enthält die Deklaration der in der Spezifikation definierten Funktionalitäten (vgl. .pks) |
| .pkg                   | application/x-newton-compatible-pkg                                       | 3D-Modell                                                                      | Creo Elements/Direct Modeling |
| .pkm                   |                                                                           | Pokémon                                                                        | Pokémon-Daten bei dem Programm Pokesav |
| .pks                   | application/octet-stream                                                  | Oracle Package Spec Datei                                                      | Package-Spezifikation aus dem PL/SQL-Datenbankmanagementsystem der Firma Oracle. Enthält u. a. Spezifikationen, Typ- und Ausnahmendefinitionen für Oracle-Packagedateien (vgl. .pkb). |
| .pl                    | text/plain, text/x-script.perl                                            | Perl                                                                           | Dokumente der Programmiersprache (eigentlich Perl Library, fälschlich oft statt .plx für Programme) |
| .pl                    |                                                                           | Prolog                                                                         | Dokumente der Programmiersprache |
| .pla                   |                                                                           | VIP-Mikrobefehlsspeicher                                                       | VIP |
| .pla                   |                                                                           | SimEarth Planetendatei                                                         | SimEarth Savedatei |
| .pld                   |                                                                           | PhotoLine Document                                                             | Bild- oder Dokumentendatei von PhotoLine |
| .plist                 | application/x-plist                                                       | Property List                                                                  | Plist-Dateien speichern Einstellungen in macOS. Vor Mac OS X 10.4 waren diese Dateien standardmäßig simple XML-Dateien, die mit jedem Texteditor bearbeitet werden konnten. Seit Mac OS X 10.4 ist das Standardformat ein Binärformat. Beide Formate können unkompliziert mit dem Property List Editor bearbeitet werden. Für das Terminal existieren die Befehle defaults sowie plutil.                                                               |
| .plm                   |                                                                           | PL/M                                                                           | Dokumente (Source) der Programmiersprache |
| .pln                   |                                                                           |                                                                                | ArchiCAD Standard-Projektdatei |
| .pls                   |                                                                           | Playlist                                                                       | Audiodatei-Listen |
| .plt                   |                                                                           | Plotter Datei                                                                  | HP-GL Vektor Graphic Plotter-Datei von AutoCAD |
| .plx                   | application/x-pixclscript                                                 | Perl                                                                           | Ausführbares Perl-Programm (Perl Executable) |
| .ply                   | text/plain                                                                | Polygon File Format                                                            | Einfache Objektbeschreibung für polygonale Modelle der Stanford University |
| .pm                    | text/x-script.perl-module, image/x-xpixmap                                | Perl Module                                                                    | Moduldatei der Skriptsprache Perl |
| .pm3                   |                                                                           | PageMaker 3.x                                                                  | Desktop-Publishing-Format für Aldus Page Maker |
| .pm4                   |                                                                           | PageMaker 4.x                                                                  | Desktop-Publishing-Format für Aldus Page Maker |
| .pm6                   |                                                                           | PageMaker 6.x                                                                  | Desktop-Publishing-Format für Adobe PageMaker |
| .pmap                  |                                                                           | Pocket Mindmap                                                                 | Mindmap-Datei von Pocket Mindmap |
| .pmd                   |                                                                           | Satzdatei                                                                      | Adobe Pagemaker 7.0 |
| .pmd                   |                                                                           | PlanMaker Dokument                                                             | Tabellenkalkulation PlanMaker |
| .pml                   |                                                                           | Peter Morphose Level                                                           | Leveldatei |
| .pmv                   |                                                                           | PlanMaker Vorlagendokument                                                     | Tabellenkalkulation PlanMaker |
| .pnf                   |                                                                           | Precompiled Setup Information File                                             | Vorkompilierte INF-Dateien |
| .png                   | image/png                                                                 | Portable Network Graphics                                                      | Bilddatei |
| .pnm                   | application/x-portable-anymap, image/x-portable-anymap                    | Portable PixMap                                                                | Bilddatei |
| .po                    | text/x-gettext-translation                                                | Portable Object                                                                | GNU gettext |
| .pol                   | text/x-gettext-translation                                                | Polygoninformationen                                                           | CAD3D-Figur |
| .pos                   |                                                                           | WinHex-Positionsdatei                                                          | Enthält ausgewählte Positionen in Dateien und auf Datenträgern |
| .pot                   |                                                                           | Portable Object Template                                                       | GNU gettext, zur Lokalisierung von Anwendungen |
| .pot                   |                                                                           | PowerPoint                                                                     | PowerPoint-Vorlage |
| .pov                   |                                                                           | POV-Ray-Datei                                                                  | POV-Ray-Szenenbeschreibung |
| .pox                   |                                                                           | Poseidon-Datei                                                                 | Schiffsdesign-Software von GL Germanischer Lloyd |
| .pp                    |                                                                           | Pascal Unit                                                                    | verwendet u. a. von Free Pascal |
| .ppa                   | application/vnd.ms-powerpoint, application/mspowerpoint                   | PowerPoint                                                                     | VBA-Add-In für Folienpräsentationen |
| .ppe                   |                                                                           | PCBoard Programming Executable                                                 | Ausführbares Plugin für die Mailboxsoftware PCBoard |
| .ppf                   |                                                                           | Igrafx Image                                                                   | Bildbearbeitung (Micrografx-eigenes Grafikformat) |
| .ppf                   |                                                                           | PlayStation Patch File                                                         | Stellt ein Format für PAL/NTSC-Patches, Trainer oder ähnliches zur Verfügung |
| .ppi                   |                                                                           | picture editor 400                                                             | ABB S.P.I.D.E.R. Picture Editor 400 |
| .ppk                   |                                                                           | PuTTY private key                                                              | Geheimer Schlüssel für die Public-Key-Authentifizierung an einem Unix-Dateisystem |
| .ppl                   |                                                                           | Powerpraise-Lied                                                               | Präsentationsprogramm für Liedtexte |
| .ppm                   | image/x-portable-pixmap                                                   | Portable PixMap                                                                | Bilddatei |
| .ppmod                 |                                                                           | Papers, Please-Modifikation                                                    | Komprimiertes Zip-Archiv |
| .ppp                   |                                                                           | Powerpraise-Portfolio                                                          | Präsentationsprogramm für Liedtexte |
| .ppp                   |                                                                           | PagePlus Dokument                                                              | Dateinamenserweiterung der Desktop-Publishing-Software PagePlus |
| .ppp                   |                                                                           | Cyberlink PowerProducer                                                        | |
| .pps                   | application/vnd.ms-powerpoint, application/mspowerpoint                   | PowerPoint                                                                     | Selbststartende Folienpräsentation |
| .ppt                   | application/vnd.ms-powerpoint, application/mspowerpoint                   | PowerPoint                                                                     | Folienpräsentation |
| .ppsx                  | application/vnd.openxmlformats-officedocument.presentationml.slideshow    | PowerPoint                                                                     | Selbststartende Folienpräsentation - Powerpoint Version 2007 |
| .pptx                  | application/vnd.openxmlformats-officedocument.presentationml.presentation | PowerPoint                                                                     | Folienpräsentation - Powerpoint Version 2007 |
| .ppz                   | application/vnd.ms-powerpoint, application/mspowerpoint                   | PowerPoint                                                                     | PowerPoint-Pack&Go-Datei (gepackte Datei) bis PowerPoint-Version 2002/XP |
| .pqi                   |                                                                           | PowerQuest Drive Image                                                         | Komprimiertes Festplatten- / Partitions-Image des Programms Drive Image unter Windows. Das Format wird (2009-12) nicht mehr unterstützt. |
| .prc                   |                                                                           | Palm Resource Code                                                             | Programmdatei für Handheld-Computer mit dem Betriebssystem Palm OS |
| .prc                   |                                                                           | Mobipocket-Dokument                                                            | E-Book-Datei im Mobipocket-Format |
| .prd                   |                                                                           | SoftMaker Presentations-Dokument                                               | SoftMaker Office |
| .prf                   |                                                                           | SoftMaker Presentations-Dokument                                               | SoftMaker Office |
| .prg                   |                                                                           | Ausführbares Programm                                                          | Ausführbare Programmdatei auf Atari-ST-Computern und Kompatiblen |
| .pri                   |                                                                           | print file                                                                     | Druckdatei, die an einen Drucker gesendet werden kann |
| .pri                   |                                                                           |                                                                                | Dokument-Datei des Notensatzprogramms PriMus |
| .prj                   |                                                                           | ANTARES/BKI-Energieplaner                                                      | Projektdatei |
| .prj                   |                                                                           | Knorr-Bremse                                                                   | Projektdatei zum Auslesen von Wagendaten der ÖV |
| .prj                   |                                                                           | CodeVision-AVR                                                                 | Compiler für Mikrocontroller von Pavel Haiduc |
| .prj                   |                                                                           | Hash Animation:Master-PRJ                                                      | Hash Animation:Master Projekt-File für 3D-Szenen |
| .prj                   |                                                                           | ESRI Projektionsdatei                                                          | Eine der vier Dateien eines ESRI-Shapefiles. Enthält die verwendete (geografische) Projektion der Daten. |
| .PrjPCB                |                                                                           | PCB-Project                                                                    | Altium Designer PCB-Projekt-Datei |
| .prl                   |                                                                           | Pearl-Source-Code-Datei                                                        | Echtzeit- und Multitasking-Programmiersprache |
| .prn                   | application/octet-stream                                                  | PostScript                                                                     | Ein in eine Datei umgeleiteter Ausdruck. Oft handelt es sich um gekapselte PostScript-Daten, je nach virtuellem Drucker aber auch um reine XPS- oder PDF-Dateien. |
| .pro                   |                                                                           | IDL source file                                                                | Quellcode-Datei in IDL (Research Systems) |
| .pro                   |                                                                           | Prolog                                                                         | Dokumente der Programmiersprache |
| .pro                   |                                                                           |                                                                                | StarMoney-Sendeprotokolle (Windows) |
| .pro                   |                                                                           |                                                                                | ChordPro (auch Chord genannt) ist ein ASCII-Textdateiformat zum Transkribieren von Songs mit Akkorden und Texten. |
| .proclib               |                                                                           | z/OS-Procedurenbibliothek                                                      | JCL-Prozeduren |
| .properties            |                                                                           | Java-Properties-Datei                                                          | Enthält Schlüsselwert-Zuweisungen im Textformat |
| .prs                   |                                                                           | Harvard Graphics                                                               | - |
| .prt                   |                                                                           | MegaCAD                                                                        | CAD-Zeichnung (2D + 3D) |
| .prt                   | application/pro_eng                                                       | Pro/E part                                                                     | Pro/ENGINEER-Teiledatei |
| .prt                   |                                                                           | Unigraphics Part File                                                          | 3D-CAD-Teiledatei (UGS) |
| .prtdot                |                                                                           | Part Template                                                                  | Teilvorlage SolidWorks, CAD |
| .prv                   |                                                                           | SoftMaker Presentations-Vorlagendokument                                       | SoftMaker Office |
| .prz                   |                                                                           | Lotus Freelance Graphics                                                       | Präsentation |
| .ps                    | application/postscript                                                    | PostScript                                                                     | Plattformunabhängiges Dokument |
| .ps1                   |                                                                           | PowerShell                                                                     | Windows Powershell Skript |
| .psb                   |                                                                           | Photoshop Big                                                                  | Bildbearbeitung (Photoshop-eigenes Grafikformat) für Dateien mit bis zu 300.000 Pixeln je Dimension, PS CS und höher |
| .psc                   |                                                                           | Papyrus Script                                                                 | Dateityp, in dem von Usern erstellte Plugins für The Elder Scrolls V: Skyrim gespeichert werden. |
| .psd                   | image/vnd.adobe.photoshop                                                 | Photoshop Document                                                             | Bildbearbeitung (Photoshop-eigenes Grafikformat) für Daten mit bis zu 30.000 Pixeln je Dimension |
| .psf                   |                                                                           | GoPal Navigator                                                                | Maps- und POI (Point of interest)-Dateien |
| .psp                   |                                                                           | Corel-PaintShop-Pro-Bild                                                       | Bildbearbeitung ("Paint Shop Pro"-eigenes Dateiformat) |
| .pst                   |                                                                           | Personal Store                                                                 | Backup-Datei von Microsoft Outlook |
| .psw                   |                                                                           | Dokument                                                                       | Textverarbeitung Microsoft PocketWord |
| .ptb                   |                                                                           | Power Tab Score                                                                | Dateiformat des Tabulaturprogramms Power Tab Editor 1.7 |
| .ptf                   |                                                                           | Pro Tools File/ PSP-Theme                                                      | Sessiondatei des Musikprogramms Pro Tools ab Version 7/ Sony PSP |
| .ptk                   |                                                                           |                                                                                | StarMoney Statusprotokolle (Windows) |
| .ptm                   |                                                                           | PolyTracker Module                                                             | Trackermodul (Musikformat) von PolyTracker |
| .ptn                   |                                                                           | Paperport                                                                      | Thumbs-Dateien von Paperport (Dokumentenverwaltungsprogramm) |
| .pto                   |                                                                           | Hugin PTO                                                                      | Hugin Panorama-Projektdatei |
| .pts                   |                                                                           | Pro Tools Session                                                              | Sessiondatei des Musikprogramms Pro Tools in Version 5.1-6 |
| .pub                   | application/x-mspublisher                                                 | Publisher                                                                      | Satzsystem Microsoft Publisher |
| .pwl                   |                                                                           | Password List                                                                  | Verschlüsselte Anmeldeinformationen unter Microsoft Windows (bis Windows Me) |
| .px                    |                                                                           |                                                                                | Primary Index bei Paradox-Datenbanken |
| .pxf                   |                                                                           | Pulse outline file                                                             | Tajima DG/ML by Pulse |
| .pxl                   |                                                                           | Tabelle                                                                        | Tabellenkalkulation Microsoft PocketExcel |
| .pxp                   |                                                                           | PhraseExpress-Textbausteinverwaltung                                           | Textbausteindatei |
| .pxp                   |                                                                           | Packed Experiment File                                                         | Igor Pro Experiment |
| .pxr                   |                                                                           | Pixar                                                                          | Grafikformat |
| .py                    | text/x-script.phyton                                                      | Python                                                                         | Python-Programm |
| .pyc                   | application/x-bytecode.python                                             | Python compiled                                                                | Kompiliertes Python-Programm |
| .pyd                   |                                                                           | Python Dynamic Module                                                          | Python-eigene Library |
| .pyo                   |                                                                           | Python                                                                         | Optimiertes Python-Programm |
| .pyw                   |                                                                           | Python (No Console)                                                            | Python-Programm ohne Eingabeaufforderung (Windows) |
| .pz2                   |                                                                           | Smith Micro Poser 8                                                            | Smith Micro Poser 8 Datei |